# Kazimierz Trampisz
Kazimierz Jan Trampisz (ur. 10 stycznia 1929 w Stanisławowie, zm. 12 sierpnia 2014) – polski piłkarz, reprezentant Polski, olimpijczyk, inżynier.

## Życiorys
Wychowanek klubu Strzelec Górka Stanisławów. Karierę piłkarską rozpoczął w miejscowym Łokomotywie Stanisławów. Absolwent Politechniki Śląskiej w Gliwicach. 
Debiutował w reprezentacji Polski w wygranym meczu rozegranym w Sofii 30 października 1950 z reprezentacją Bułgarii (1:0). Na igrzyskach olimpijskich w Helsinkach zagrał w jednym meczu przeciwko Francji i strzelił jedną bramkę.
Pochowany na cmentarzu Mater Dolorosa w Bytomiu.

## Literatura
Dariusz Leśnikowski, Kazimierz Trampisz, [Bytom 2010] ("Biblioteka 90-lecia Polonii Bytom", tom I). ISBN 978-83-931847-0-5